# Вестгемптон (Нью-Йорк)
Вестгемптон (англ. Westhampton) — переписна місцевість (CDP) в США, в окрузі Саффолк штату Нью-Йорк. Населення — 3621 особа (2020).

## Географія
Вестгемптон розташований за координатами 40°50′46″ пн. ш. 72°39′25″ зх. д. / 40.84611° пн. ш. 72.65694° зх. д. (40.846000, -72.657005).  За даними Бюро перепису населення США в 2010 році переписна місцевість мала площу 38,50 км², з яких 32,83 км² — суходіл та 5,68 км² — водойми.

## Демографія
Згідно з переписом 2010 року, у переписній місцевості мешкало 3079 осіб у 1045 домогосподарствах у складі 750 родин. Густота населення становила 80 осіб/км².  Було 2120 помешкань (55/км²).
Расовий склад населення:
| - 86,0 % — білих - 3,6 % — чорних або афроамериканців - 1,2 % — азіатів - 0,5 % — корінних американців - 0,2 % — вихідців з тихоокеанських островів - 6,4 % — осіб інших рас |

До двох чи більше рас належало 2,1 %. Частка іспаномовних становила 12,3 % від усіх жителів.
За віковим діапазоном населення розподілялося таким чином: 21,5 % — особи молодші 18 років, 59,4 % — особи у віці 18—64 років, 19,1 % — особи у віці 65 років та старші. Медіана віку мешканця становила 44,7 року. На 100 осіб жіночої статі у переписній місцевості припадало 97,2 чоловіків;  на 100 жінок у віці від 18 років та старших — 93,1 чоловіків також старших 18 років.
Середній дохід на одне домашнє господарство  становив 121 789 доларів США (медіана — 94 408), а середній дохід на одну сім'ю — 145 719 доларів (медіана — 104 436). Медіана доходів становила 60 804 долари для чоловіків та 69 196 доларів для жінок. За межею бідності перебувало 9,0 % осіб, у тому числі 13,0 % дітей у віці до 18 років та 1,0 % осіб у віці 65 років та старших.
Цивільне працевлаштоване населення становило 1182 особи. Основні галузі зайнятості: освіта, охорона здоров'я та соціальна допомога — 20,8 %, науковці, спеціалісти, менеджери — 16,4 %, будівництво — 13,9 %, фінанси, страхування та нерухомість — 12,8 %.